# Говор је сребро, ћутање је злато
Говор је сребро, ћутање је злато је пословица која велича вредност ћутања над говором. Њен савремени облик највероватније потиче из арапске културе, где се користила још у 9. веку.

## Значење
Говор је сребро, ћутање је злато је описана као „можда најпознатија од пословица које се баве ћутањем“. Сличне пословице на енглеском језику укључују „Мирне воде теку дубоко“ и „Празне посуде производе највише звука“.
Сличне пословице постоје и у другим језицима, на пример у Талмуду пословица на арамејском језику „ако реч вреди један сикал, ћутање вреди два“, која је преведена на енглески у 17. веку. Похвала ћутању може се наћи и у много старијим делима, укључујући Библију, „У мноштву речи нема греха, али ко уздржава усне своје, мудар је.“ (Приче Соломунове, 10:19).

## Порекло и ширење
Године 1932. Ричард Џенте је описао пословицу „сребра“ и „злата“ као „источног порекла“. Године 1999. Дејвид Џ. Васерштајн је приметио да је „источног порекла“ које помињу бројни ранији писци највероватније арамејска пословица о „шекелима“, јер повезује говор, тишину и новчану вредност. Васерштајн је, међутим, тврдио да је арамејска пословица о „шекелима“, коју је Џон Реј већ објавио на енглеском језику у Збирци енглеских пословица из 1678. године, сродна, можда делећи исто древно порекло, али се разликује од верзије у европској култури која користи термине „сребро“ и „злато“. Васерштајн је пратио ову другу верзију до арапске културе, приметивши да се вековима широко користила на арапском језику, забележена у списима муслиманског научника из 11. века Ел Рагиба ел Исфаханија и писца из 9. века Ел Џахиза (написао је да „ако би говор био од сребра, онда би тишина била од злата“). Пословица „сребро“ и „злато“ била је позната и у Ал Андалузу, где ју је у 11. веку забележио Ибн Хајан из Кордобе.
У неким арапским делима пословица се приписује краљу Соломону. Грузијски аутор из 10. века, Ђорђе Мерчуле, у свом делу Живот Григорија Хандзојског такође приписује ову пословицу краљу Соломону. Васерштајн пише да не постоје проверљиви докази за такво порекло, јер није пронађена ниједна древна јеврејска верзија пословице која користи термине „сребро“ и „злато“. Он такође напомиње да нека друга арапска дела, опет без проверљивих доказа, приписују пословицу „сребро“ и „злато“ Лукману Мудром, а Васерштајн закључује да је право порекло вероватно изгубљено у историји, док најстарији сачувани извори једноставно приписују пословицу „мудрим људима из давнина“.
Према Васерштајну, пословица је, у својој „сребрној“ и „златној“ верзији, највероватније ушла у западњачку културу кроз рад шпанског Јеврејина из 14. века, Сантоба де Кариона, познатог и као Шем Тоб бен Исак Ардутиел, хебрејског писца и преводиоца арапских текстова, и током наредних векова почела је да се користи у шпанском, а на крају и у другим европским језицима.
Према Јентеу, пословица је постала популарна у Немачкој почетком 19. века, а затим се проширила на енглески језик, вероватно преко немачких имиграната у Сједињеним Државама. Васерштајн пише да је њена прва забележена употреба на енглеском језику била у роману Sartor Resartus (1833–34) Томаса Карлајла, који ју је из непознатих разлога приписао „ швајцарском натпису“. Слична изрека, међутим, „дискурс је сребро, ћутање је злато“, која се приписује као „грчка пословица“, штампана је на енглеском језику већ 1818. године у збирци која је прештампала материјал из дела Истраживања у Грчкој (1814) Вилијама Мартина Лика.
Порекло пословице и историја њених најранијих појављивања на енглеском језику већ су били од интереса за енглеску јавност у другој половини 19. века, када је о томе питању расправљано у низу дискусија у књижевном часопису Белешке и упити, у којима је неколико сарадника коментарисало питање у контексту Карлајлове књиге.